# クォーン (肉の代替品)
クォーン（英: Quorn）は肉の代替食品。および、製造する企業の名前。以下、本項では食品を「クォーン」、企業を「クォーン社」と記述する。
肉によく似た食感をしており、ヨーロッパでは1990年頃からスーパーなどで販売されている。完全菜食主義のビーガンやダイエット目的の人々の間で人気が高い。
イギリスのガーディアン紙によれば、ヨーロッパとアメリカでのクォーン社の2017年の成長率はそれぞれ27%と36%で、世界全体では前年比16%の拡大となっている。2027年には市場規模は数十億ドルに成長する予想されている。

## 企業の経歴
クォーン社は、1985年にイギリスの食品大手マーロウ・フーズ（Marlow Foods）と大手パンメーカーのホービス（現・RHM plc）、化学品メーカーのインペリアル・ケミカル・インダストリーズ（現・アクゾノーベルの一部）の合弁事業として設立された。
その後、フィリピンの食品会社モンデ・ニッシンがクォーンのブランドを獲得し、ビーフステーキ風など100種類以上の食品にアレンジして販売している。

## クォーンの材料・製法
クォーンのパッケージには、キノコ（英語: mashroom）由来の物質であるマイコプロテインが原料であると記してある。ガーディアン紙によれば、クォーンはキノコのタンパク質を発酵させて製造されている。アメリカ合衆国内での販売のためにアメリカ食品医薬品局に提出した申請書類によると、マイコプロテインは糸状菌である「フザリウム・ベネナタム（Fusarium venenatum）のPTA-2684株から得られる細胞集合を加工したもの」となっている。
ほぼ全てのクォーン製品には卵が含まれているが、ビーガン仕様の製品は卵をジャガイモのデンプンで代用している。
環境問題に明るいジャーナリストのジョージ・モンビオットはクォーン製品を「鶏肉やミンチと区別がつかない」と評している。
2002年にアメリカ食品医薬品局がクォーンの販売を認可した際にはWIRED誌はクォーンの味を「鶏肉そっくり」、クォーンの種類によっては「牛肉にそっくり」と評し、「かなり美味しいことは確か」としている。

## 安全性に対する議論
クォーンの原料は「キノコ（英語: mashroom）」と表示されているが、2001年にアメリカ合衆国にクォーンが上陸した際には、アメリカ・キノコ研究所から原料に使用しているフザリウム・ベネナタムがキノコではないとの反発があった。
また、食の安全を訴える団体からは、クォーンを食べたことが原因で、吐き気、嘔吐、下痢、蕁麻疹、呼吸困難などの危険なアレルギー反応があったとの主張がなされた。これに対してクォーン社側は、30年にわたって約4億個のクォーンを販売した実績と記録から、優れた安全性を持っていることが分かっているとし、いずれ症状も非常に稀であり起こったとしても15万分の1程度のの割合、この割合はジャガイモを食べてこれらの症状を発するものと同じようなものだと反論している。
さらには、アメリカでクォーンの原料をキノコだと思い込んで購入した消費者が集団訴訟を起こしている。これにはキノコとカビの区別があやふやであったことが原因と考えられている。訴訟は和解に終わり、アメリカで販売されるパッケージには「マイクロプロテインはカビ（真菌の一種）」である旨が書かれるようになり、イギリスで販売される製品にも追記されるようになっている。なお、クォーン社は、企業としての不正行為があったものではないと強調している。